# John Olver
John Walter Olver, född 3 september 1936 i Honesdale, Pennsylvania, död 23 februari 2023 i Amherst, Massachusetts, var en amerikansk demokratisk politiker. Han representerade delstaten Massachusetts första distrikt i USA:s representanthus 1991–2013.
Olver avlade 1955 kandidatexamen vid Rensselaer Polytechnic Institute. Han avlade sedan 1956 masterexamen vid Tufts University och 1961 doktorsexamen i kemi vid Massachusetts Institute of Technology. Han undervisade 1962–1969 vid University of Massachusetts Amherst.
Kongressledamot Silvio O. Conte avled 1991 i ämbetet. Olver vann fyllnadsvalet för att efterträda Conte i representanthuset. Han omvaldes tio gånger.
Olver och hustrun Rose har en dotter, Martha.